# Silvo
Silvo is een merknaam van Van Sillevoldt die in Nederland bekend is van rijst, specerijen en kruidenmixen. Daarnaast van zilverpoets van Reckitt.

## GeschiedenisVan Sillevoldttot 2003
Het bedrijf Van Sillevoldt begon in Rotterdam en werd in de tweede helft van de twintigste eeuw verplaatst naar Papendrecht. In 2009 werd besloten het specerijendeel daar te sluiten, de producten komen voortaan uit fabrieken van McCormick.
Cornelis Martinus van Sillevoldt startte in 1833 met de levering van bakkerijgrondstoffen. In 1870 begon hij met het malen en verhandelen van specerijen en rijst vanuit een pand in Rotterdam. Vanaf 1930 werden de specerijen en rijst niet alleen in grootverpakking geleverd maar ook in handmatig gevulde blikjes en pakjes. De rijst verhuisde eind jaren 1960 naar Papendrecht. Eind jaren 1980 werd daar de producent van Sterspecerijen Ejo B.V. overgenomen, ook de specerijtak verhuisde toen naar Papendrecht. De productie onder de merknaam Ster werd rond 2001 beëindigd.

## Rijst

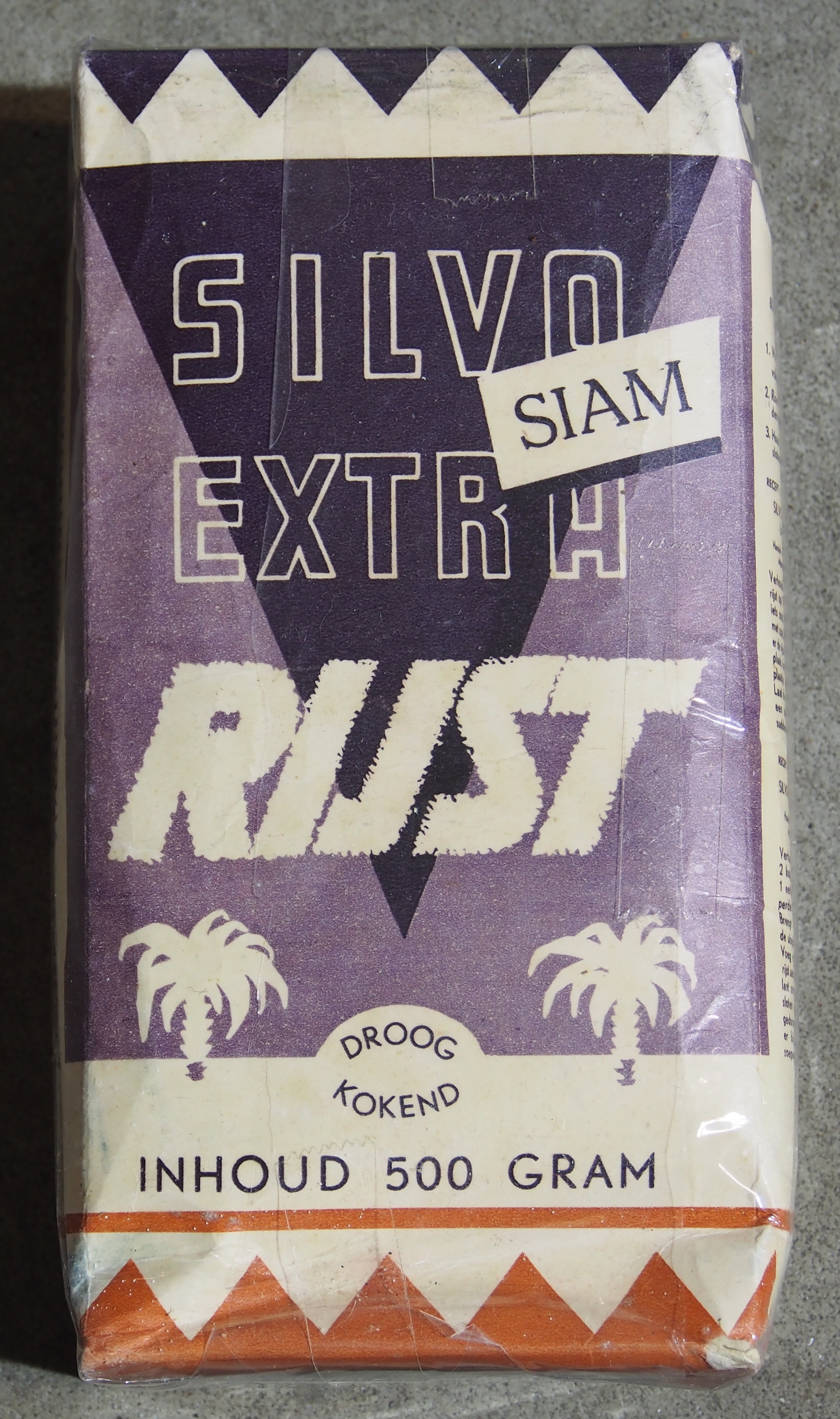

De rijstverwerking werd in 2003 overgenomen door de Franse Marbour groep, gevestigd in Marseille, de Nederlandse activiteiten werden voortgezet onder de naam Van Sillevoldt Rijst B.V. Het hoofdkantoor en de productiefaciliteiten zijn gevestigd aan de Ketelweg in Papendrecht. Dit bedrijf is een van de grootste rijstverwerkers van Europa. Naast Silvo voert rijst het onder meer de merknaam Sawi. Van Sillevoldt importeert haar rijst onder andere uit Italië, Pakistan, India en Guyana. Het nog onbewerkte rijstgraan komt in de Rotterdamse haven in bulk aan in 20-voetcontainers die in Papendrecht aan de fabriek worden gelost. Een container bevat circa 21.500 kg rijst. Er worden per week zo'n 120 containers rijst aangevoerd. In 2009 was de hoeveelheid geïmporteerde rijst circa 140.000 ton.

## Kruiden en specerijen

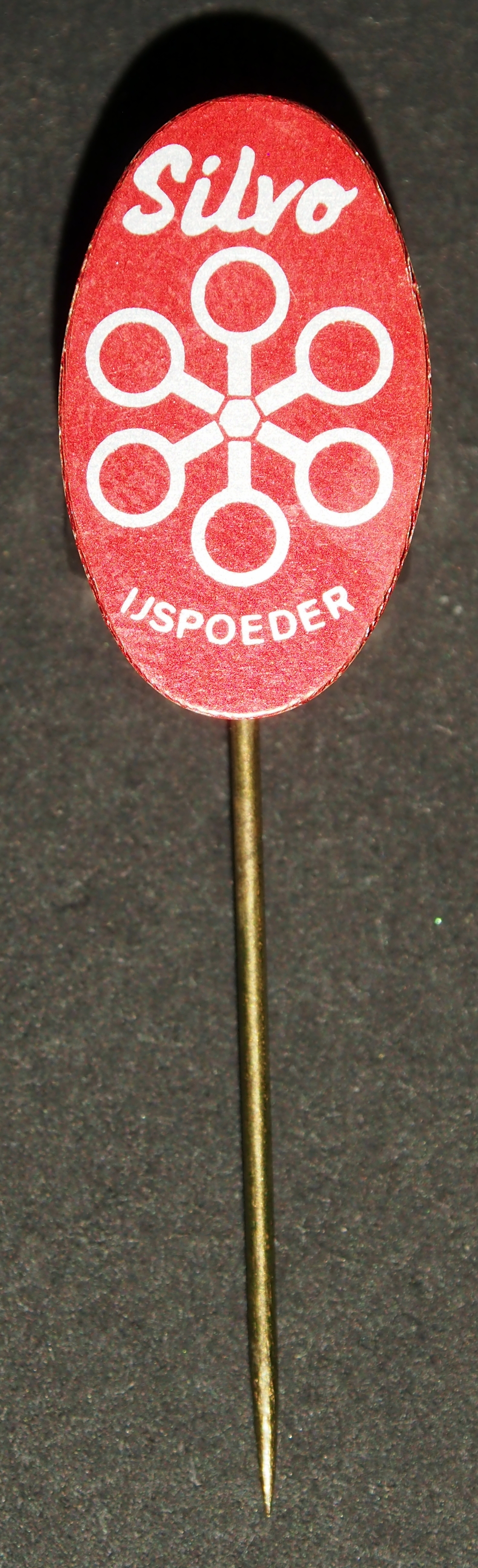

De kruiden- en specerijentak van Van Sillevoldt werd in 2003 overgenomen door het Amerikaanse McCormick & Company Inc. en ondergebracht in Silvo B.V. In 2010 werd productie in Papendrecht gestopt en overgebracht naar fabrieken van McCormick in Engeland en Frankrijk. Enkele jaren later sloot ook het handelskantoor. Silvo bestaat sindsdien uitsluitend als een van de merknamen van McCormick. Kruiden en mixen met het label Silvo worden nog steeds verkocht bij een aantal supermarktketens.

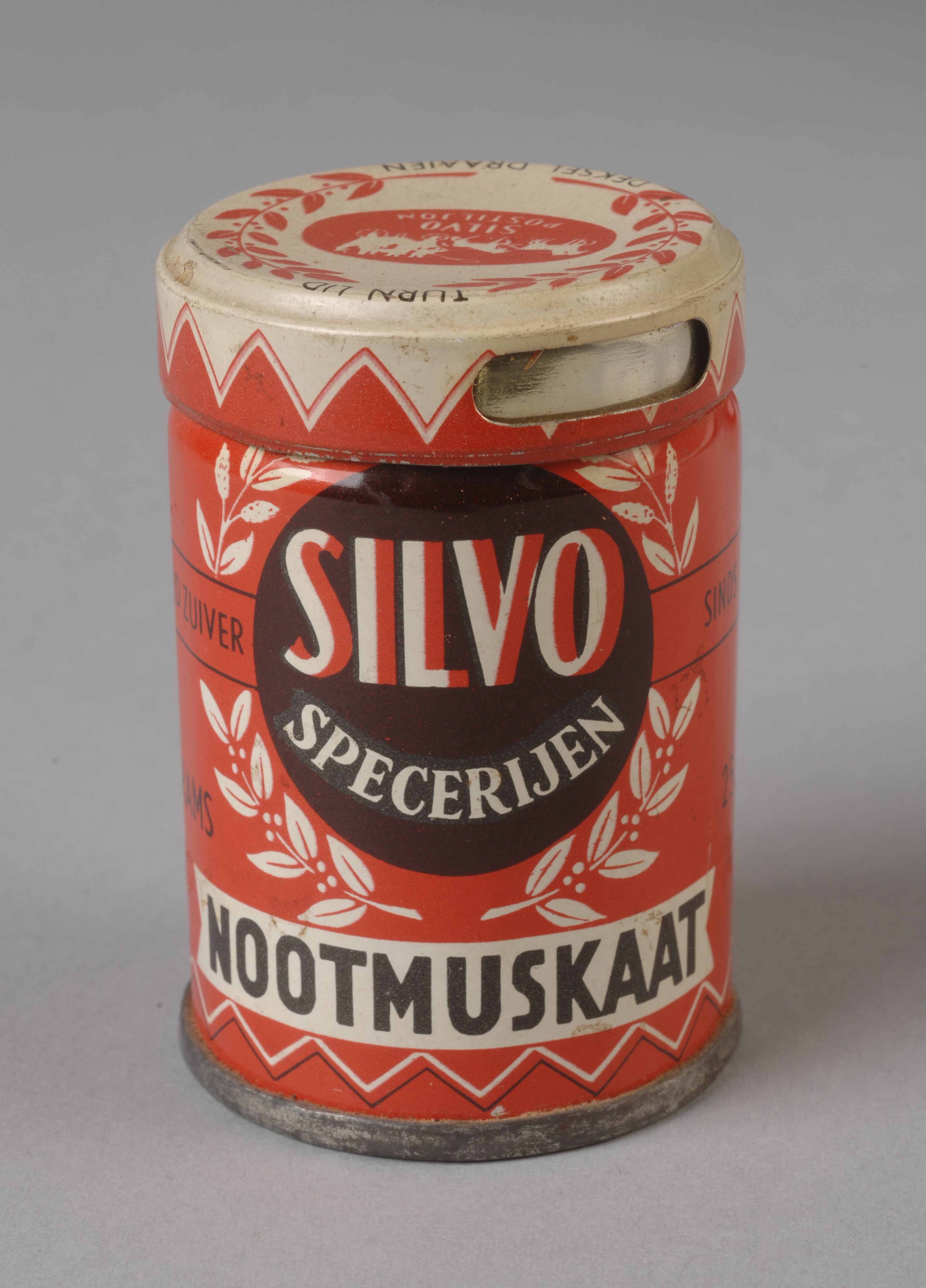
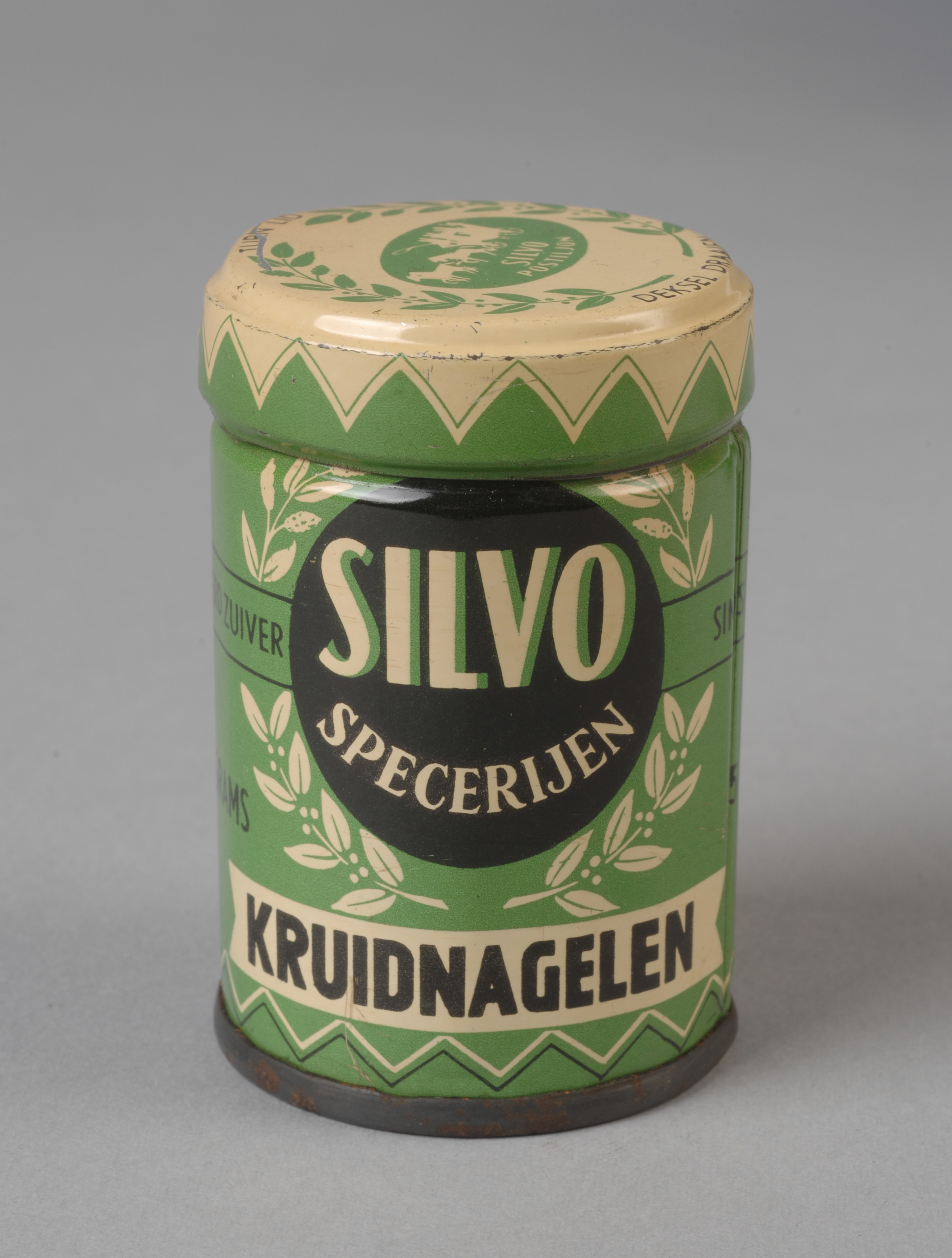
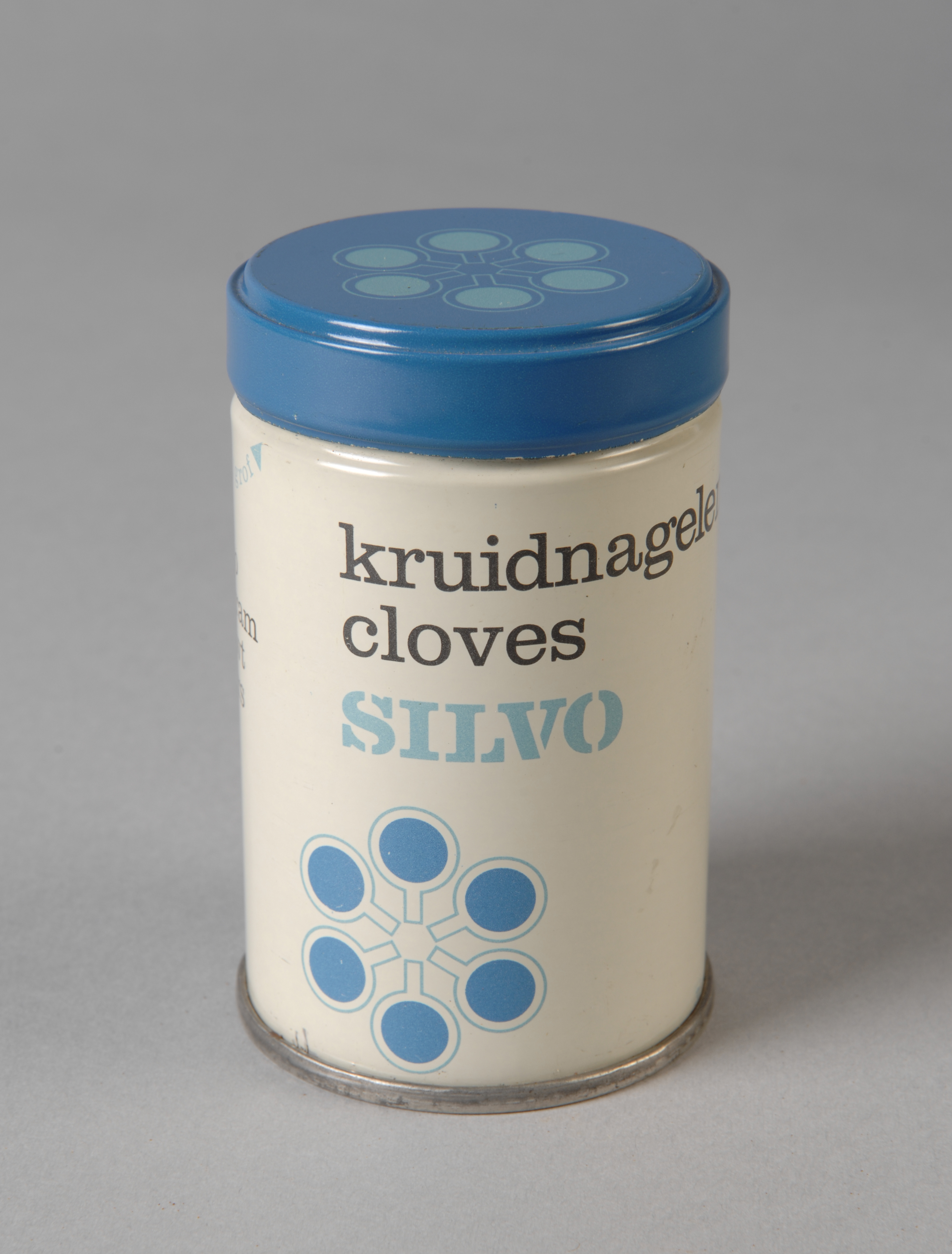

Adrie Rietveld van Silvo is bedenkster van gehaktkruidenmix. Het bestaat uit verschillende kruiden, specerijen, smaakversterkers en vooral zout. Het product kwam in 1983 op de markt en was een groot succes. Het werd daarom gevolgd door onder meer lamsvleesmix, mix voor biefstuk, gebakkenvismix, kruidenmix voor andijviestamppot en speklapjeskruidenmix.

## Zilverpoets

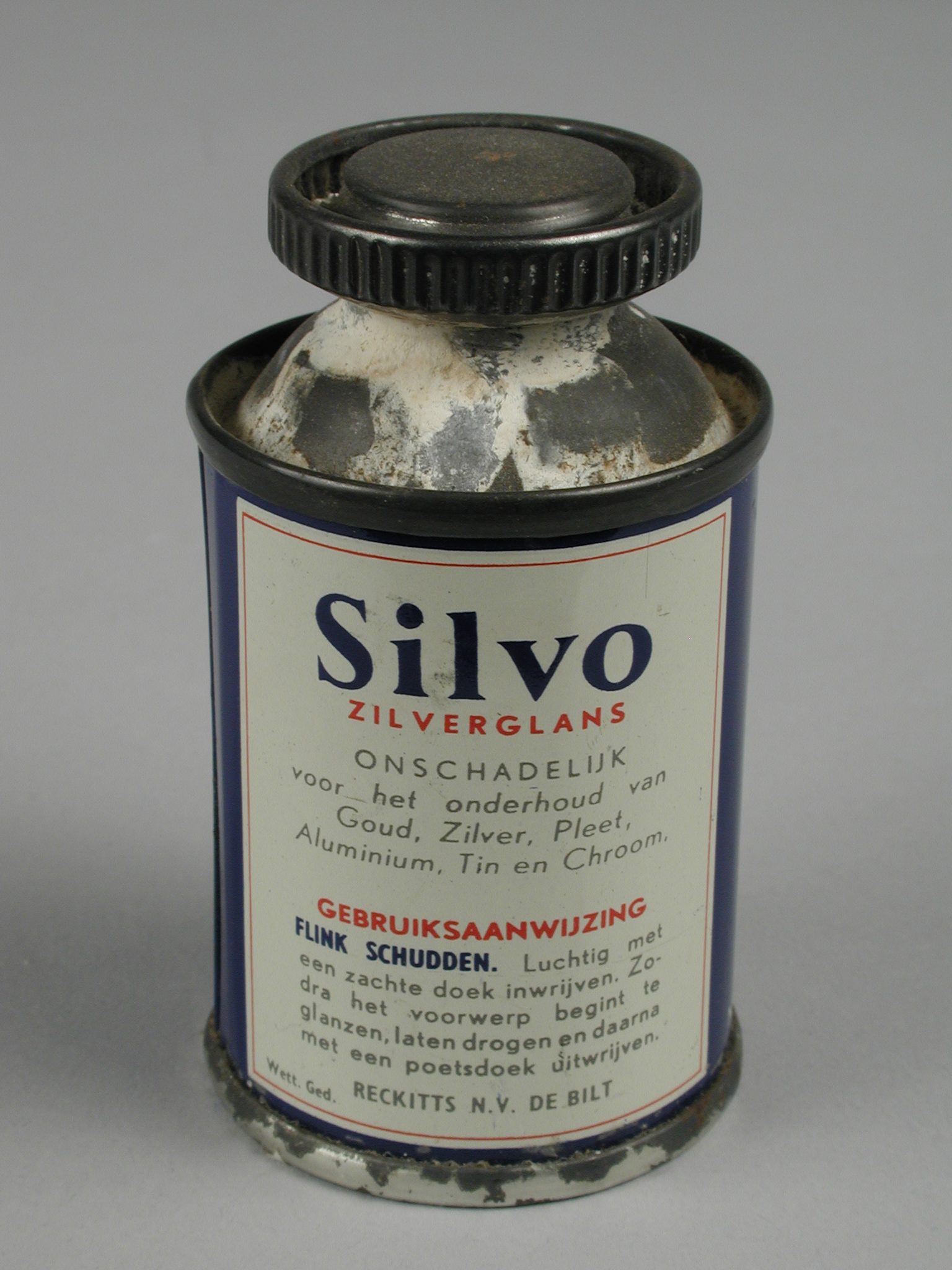

De zilverpoets komt van Reckitt, indertijd in De Bilt, een fabriek die later naar Baarn verhuisde en waarvan de Nederlandse tak tegenwoordig op Schiphol is gevestigd.